# Воля-Жовтанецкая
Воля-Жовтанецкая (укр. Воля-Жовтанецька) — село в Каменка-Бугской городской общине Львовского района Львовской области Украины. Расположено на реке Желдец.
Население по переписи 2001 года составляло 165 человек. Занимает площадь 0,816 км². Почтовый индекс — 80424. Телефонный код — 3254.